# Colpo di Stato in Libia del 1969
Il Colpo di Stato in Libia del 1969, noto anche come Rivoluzione di Fateh o Rivoluzione del 1º settembre, fu portato a termine dal Movimento Ufficiali Unionisti Liberi, un gruppo di ufficiali militari guidati dal colonnello Mu'ammar Gheddafi, che porto al rovesciamento del re Idris di Libia.

## Sfondo
La scoperta di importanti riserve petrolifere nel 1959 e il conseguente reddito dalle vendite di petrolio hanno consentito al Regno Unito di Libia di passare da una delle nazioni più povere al mondo a uno stato ricco. Sebbene il petrolio abbia migliorato drasticamente le finanze del governo libico, il risentimento ha cominciato a crescere per la maggiore concentrazione della ricchezza della nazione nelle mani del re Idris. Questo malcontento crebbe con l'ascesa del nasserismo, del nazionalismo arabo e del socialismo arabo in tutto il mondo arabo.

## Colpo di Stato
il 1º settembre 1969, un gruppo di circa 70 giovani ufficiali dell'esercito noto come Movimento degli ufficiali unionisti liberi e uomini arruolati per lo più assegnati al corpo di segnalazione ottenne il controllo del governo e abolì la monarchia libica. Il colpo di Stato è stato lanciato a Bengasi; e, nel giro di due ore, fu completato. Le unità dell'esercito si mobilitarono rapidamente a sostegno del colpo di Stato e, nel giro di pochi giorni, fu stabilito il controllo militare a Tripoli e altrove in tutto il paese. L'accoglienza popolare del colpo di Stato, soprattutto da parte dei giovani delle aree urbane, è stata entusiastica. I timori di resistenza in Cirenaica e nel Fezzan si rivelarono infondati. Non sono stati segnalati decessi o incidenti violenti legati al colpo di Stato.
il Movimento dei Liberi Ufficiali, che rivendicava il merito dell'esecuzione del colpo di Stato, era guidato da un direttorio di dodici membri che si autodefiniva Consiglio del Comando Rivoluzionario (RCC). Questo organismo ha costituito il governo libico dopo il colpo di Stato. Nella sua proclamazione iniziale del 1º settembre, la RCC ha dichiarato il paese uno stato libero e sovrano chiamato Repubblica Araba Libica, che avrebbe proceduto "sulla via della libertà, dell'unità e della giustizia sociale, garantendo il diritto all'uguaglianza ai suoi cittadini, e aprendo davanti a loro le porte del lavoro onorevole". Il dominio dei turchi e degli italiani e il governo "reazionario" che furono rovesciati furono caratterizzati come appartenenti a "secoli bui", dai quali il popolo libico fu chiamato ad avanzare come "fratelli liberi" verso una nuova era di prosperità, uguaglianza, e onore.
l'RCC ha informato i rappresentanti diplomatici in Libia che i cambiamenti rivoluzionari non erano stati diretti dall'esterno del paese, e che i trattati e gli accordi esistenti sarebbero rimasti in vigore e e che le vite e le proprietà straniere sarebbero state protette. Il riconoscimento diplomatico del nuovo governo è arrivato rapidamente da paesi di tutto il mondo. Il riconoscimento degli Stati Uniti è stato ufficialmente esteso il 6 settembre.

## Eventi post-golpe
Vista la mancanza di resistenza interna, sembrava che il pericolo principale per il nuovo governo risiedesse nella possibilità di una reazione ispirata dall'assente re Idris o dal suo erede designato, Hasan al-Senussi, che all'epoca era arrestato dal colpo di Stato insieme ad altri alti funzionari civili e militari del governo reale. A pochi giorni dal colpo di Stato, tuttavia, Hasan rinunciò pubblicamente a tutti i diritti al trono, dichiarò il suo sostegno al nuovo governo e invitò il popolo ad accettarlo senza violenza.
Idris, in uno scambio di messaggi con l'RCC tramite il presidente egiziano Gamal Abd el-Nasser, si è dissociato dai tentativi segnalati di garantire l'intervento britannico e ha negato qualsiasi intenzione di tornare in Libia. In cambio, l'RCC gli ha assicurato la sicurezza della sua famiglia ancora nel paese. Su sua richiesta e con l'approvazione di Nasser, Idris stabilì nuovamente in Egitto, dove aveva trascorso il suo primo esilio e dove rimase fino alla sua morte nel 1983.
il 7 settembre 1969, l'RCC annunciò di aver nominato un gabinetto per dirigere il governo della nuova repubblica. Un tecnico di formazione americana, Mahmud Sulayman al-Maghribi, imprigionato dal 1967 per le sue attività politiche, è stato designato primo ministro. Ha presieduto il Consiglio dei ministri di otto membri, di cui sei, come Maghribi, erano civili e due Adam Sa'id Hawwaz e Musa Ahmad erano ufficiali militari. Nessuno degli ufficiali era un membro dell'RCC.
il Consiglio dei ministri è stato incaricato di "attuare la politica generale dello stato elaborata dal RCC". Il giorno successivo l'RCC ha promosso il capitano Gheddafi a colonnello e lo ha nominato comandante in capo delle Forze armate libiche. Sebbene i portavoce dell'RCC si siano rifiutati fino al gennaio 1970 di rivelare altri nomi dei membri dell'RCC, da quella data in poi era evidente che il capo dell'RCC e il nuovo capo di Stato de facto era Gheddafi.
gli analisti sono affrettati a sottolineare somiglianze tra il colpo di Stato militare libico del 1969 e quello in Egitto sotto Nasser nel 1952, ed è diventato chiaro che l'esperienza egiziana e la figura carismatica di Nasser avevano costituito il modello per il Movimento dei Liberi Ufficiali. Quando la RCC negli ultimi mesi del 1969 si mosse per istituire riforme interne, proclamo la neutralità nel confronto tra le superpotenze e l'opposizione a tutte le forme di colonialismo e imperialismo.
ha anche chiarito la dedizione della Libia all'unità araba e al sostegno della causa palestinese contro Israele. L'RCC ha riaffermato l'identità del paese come parte della "nazione araba" e la sua religione di stato come l'Islam. Le istituzioni parlamentari del regno furono sciolte con le funzioni legislative assunte dalla RCC e il divieto contro i partiti politici fu continuato, in vigore dal 1952.
il nuovo governo respinse categoricamente il comunismo in gran perché era ateo e sposò ufficialmente un'interpretazione araba del socialismo che integrava i principi islamici con la riforma sociale, economica e politica.